# Kunskapsförbundet Väst
Kunskapsförbundet Väst är ett samarbete mellan Trollhättans kommun och Vänersborgs kommun kring de frivilliga skolformerna i Trollhättan och Vänersborg. Från och med den 1 januari 2013 ansvarar Kunskapsförbundet Väst för Birger Sjöberggymnasiet, Magnus Åbergsgymnasiet, Nils Ericsonsgymnasiet samt Vuxenutbildningen i Trollhättan och Vänersborg.
Kunskapsförbundet Väst är ett kommunalförbund som ägs av Trollhättans och Vänersborgs kommuner. Förbundet arbetar för att utveckla och stärka de frivilliga skolformerna i både Trollhättan och Vänersborg.
Med cirka 3000 elever som studerar på gymnasieskolorna och närmare 3000 studenter inom Vuxenutbildningen är de en av Västsveriges största utbildningsanordnare. Cirka 600 personer är anställda i Kunskapsförbundet och ytterst ansvariga är en politisk direktion med 14 ledamöter från ägarkommunerna.